# لویتن بی
لویتن بی (انگلیسی: Luyten b) یک سیاره فراخورشیدی تاییدشده است که احتمالاً صخره‌ای است و در منطقه قابل سکونت کوتوله سرخ لویتن واقع شده‌است. این سیاره یکی از شبیه‌ترین سیاره‌هایی به زمین است که تاکنون کشف شده‌است و از لحاظ فاصله به زمین، پنجمین سیاره فراخورشیدی قابل سکونت احتمالی است که در فاصله ۱۲٫۲ سال نوری از زمین قرار دارد. فقط پروکسیما قنطورس بی، بارنارد بی، راس ۱۲۸ بی و جی‌جی ۱۰۶۱ دی نزدیک‌تر هستند. لویتن بی که در ژوئن ۲۰۱۷ کشف شد، یک ابرزمین با جرم حدود ۲٫۸۹ برابر کرهٔ زمین است و تنها ۶٪ بیشتر از زمین نور ستاره دریافت می‌کند، که آن را به یکی از بهترین نامزدها برای سکونت تبدیل می‌کند. در اکتبر ۲۰۱۷ و ۲۰۱۸، سازمان غیرانتفاعی «پیام‌رسانی به هوش فرازمینی» (METI) پیامی حاوی ده‌ها آهنگ کوتاه موسیقی و یک «راهنمای آموزشی» را به این سیاره ارسال کرد؛ به این امید که با تمدن‌های بالقوه فرازمینی تماسی حاصل کنند.